# ロボファイト・ロボゴング
ロボファイト・ロボゴングとは2足歩行ロボット同士のバトル競技会の1つで、大阪を中心に開催される。主催はロボットフォース。
市販の二足歩行ロボットを基準とした競技会である（ルールのベースはKHR-1)。おおむねROBO-ONEと同様で攻撃によるダウンカウントで勝敗を決する。独自に発射体ルールがあり、操縦者が射出宣告後に発射した射出した発射体が相手胴体に命中した場合に１ダウンとカウントする。（ただし、勝負を決する最終ダウンカウントには発射体ルールは適用されない）

## 過去の大会

### ロボファイト
ロボファイト5：2007年5月 12日
ロボファイト8：2008年11月 2日～11月 3日
エントリー40台
SRC（小型機）部門 優勝：大竹章司
ロボファイト9：2009年5月 9日～5月 10日
SRCO優勝：小出真澄
SRCU優勝：松原広司
ロボファイト10：2009年10月 10日～10月 11日
ロボファイト11：2010年5月 22日
エントリー21台
ＳＲＣ（小型機）部門１.８kg 以下級 優勝：ふぁんた(有賀聡紀)
SRCO2×2 優勝：井田勝也
ロボファイト12：2010年11月 6日（大阪南港 ATC）
エントリー40台
2on2部門優勝：アステリズム
ロボファイト in 天保山：2012年2月 25日（天保山マーケットプレイス）
優勝：羽柴昴司
ロボファイト13：2012年8月 2日（大阪工業技術専門学校）
SRC部門 優勝：おおすみ(片桐純平)
ロボファイト14：2013年8月 4日
ロボファイト16：2015年8月 2日（大阪工業技術専門学校）
SRC部門 優勝：石黒稜人
ランブル部門ＯＲＣ 優勝：川口雅貴
ロボファイト17：2016年8月 7日（大阪工業技術専門学校）
ランブル部門ＯＲＣ 優勝：スモーク・モンキー（岡部陸）

### ロボゴング
ロボゴング6：2007年8月 11日（大阪産業創造館）
ロボゴング7：2008年1月 13日
SRC部門 優勝：加藤貴也
ロボゴング9：2009年1月 11日（大阪産業創造館）
全国大会の｢ロボゴング９｣への出場枠は、第4回ロボプロステーションチャレンジカップによって獲得
ロボゴング10：2009年8月 1日（大阪工業技術専門学校）
ロボゴング11：2010年1月 16日
ロボゴング12：2010年8月 7日（大阪工業技術専門学校）
SRC1.8kg 超級 3×3 優勝：大竹章司
ロボゴング13：2011年2月 27日（天保山マーケットプレイス）
SRC1.8kg 以下級 優勝：中川慎也